# Azaconazol
Azaconazol ist eine chemische Verbindung aus der Gruppe der Triazole, die in den 1980er Jahren von Janssen Pharmaceutica als Fungizid eingeführt wurde.

## Gewinnung und Darstellung
Azaconazol kann durch eine mehrstufige Reaktion von m-Dichlorbenzol zuerst mit Acetylchlorid zu 2,4-Dichloracetophenon, anschließend Bromierung mit elementarem Brom, Addition von Ethylenglycol und abschließend nucleophiler Substitution mit 1,2,4-Triazol hergestellt werden.

## Verwendung
Azaconazol ist ein systemisches, protektiv und kurativ wirkendes Fungizid. Es wird überwiegend als Biozid gegen Holzpilze und Bläue verwendet.

## Zulassung
Die EU-Kommission entschied 2002, Azaconazol nicht in die Liste der zulässigen Pflanzenschutzmittel-Wirkstoffe aufzunehmen, sah jedoch übergangsweise bis 2007 für einzelne Staaten Verwendungen bei Tomaten, Paprika, an Obstbäumen und Zierpflanzen vor.
In Deutschland, Österreich und der Schweiz sind keine Pflanzenschutzmittel mit diesem Wirkstoff zugelassen.